# جيمس إلمر
جيمس إلمر (بالإنجليزية: James Elmer) هو لاعب هوكي الحقل أسترالي، ولد في 8 مايو 1971 في ملبورن في أستراليا.

## وصلات خارجية
- جيمس إلمر على موقع الاتحاد الدولي للهوكي (الإنجليزية)
- جيمس إلمر على موقع اللجنة الأولمبية الدولية (الإنجليزية)
- جيمس إلمر على موقع أوليمبيديا (الإنجليزية)
- جيمس إلمر على موقع اللجنة الأولمبية الأسترالية (الإنجليزية)